# 127ª Brigata meccanizzata pesante
La 127ª Brigata meccanizzata pesante autonoma (in ucraino 127-ма окрема важка механізована бригада?, 127-ma okrema važka mechanizovana bryhada, unità militare А7383) è un'unità di fanteria meccanizzata delle Forze terrestri ucraine con base a Charkiv.

## Storia
La brigata è stata fondata come 127ª Brigata autonoma di difesa territoriale (in ucraino 127-ма окрема бригада територіальної оборони?, 127-ma okrema bryhada terytorial'noї oborony) nel marzo 2022 in seguito all'invasione russa dell'Ucraina, per contribuire alla difesa di Charkiv in sostegno alla 113ª Brigata di difesa territoriale reclutata nell'oblast' omonimo. L'unità è diventata celebre quando alcuni militari del 227º Battaglione hanno raggiunto il confine russo il 16 maggio 2022. Il 27 agosto 2022 ha ricevuto la bandiera di guerra da parte del comandante in capo delle Forze armate ucraine Valerij Zalužnyj. Nel mese di settembre ha preso parte alla controffensiva ucraina nella regione di Charkiv, spingendosi verso nord. A partire da febbraio 2023 elementi della brigata sono stati impiegati nella difesa della parte nord di Bachmut. Durante la battaglia di Bachmut il 18 aprile è stato ucciso in azione il capo delle comunicazioni della brigata, tenente colonnello Viktor Nasikovs'kyj. Il 228º Battaglione è stato schierato più a sud, dove a maggio ha colpito le forze russe in direzione di Horlivka.
Nel marzo 2023 l'unità di volontari "Chartija", formata nell'aprile 2022 dai residenti della regione di Charkiv e inizialmente inclusa nella brigata, è stata riorganizzata come brigata autonoma all'interno del programma Guardia Offensiva, diventando la 13ª Brigata operativa "Chartija" della Guardia nazionale dell'Ucraina. A luglio, il 225º Battaglione di difesa territoriale è stato distaccato dalla brigata e riorganizzato come battaglione d'assalto delle Forze terrestri.
A partire da ottobre 2023 la brigata è stata trasferita al confine tra le regioni di Zaporižžja e di Donec'k, dove insieme ad altre unità territoriali ha avvicendato sulla linea del fronte a sud di Velyka Novosilka le brigate di fanteria di marina che avevano liberato il saliente durante la controffensiva estiva. A marzo 2024 ha ricevuto dalla 5ª Brigata corazzata alcuni carri M-55S (versione slovena pesantemente rimodernata del T-55), che ha impiegato per il tiro indiretto. Essendo una delle più esperte brigate territoriali è stata inoltre parzialmente meccanizzata, ricevendo alcuni veicoli da combattimento BMP-1 e BMP-2, facendo seguito alla 100ª Brigata e venendo trasferita dalle Forze di difesa territoriale alle Forze terrestri.
Tornata ad essere schierata nella regione di Charkiv, a partire dal 10 maggio ha contribuito alla difesa contro la rinnovata offensiva russa; in particolare il 227º Battaglione ha mantenuto le proprie posizioni e respinto gli assalti presso il villaggio di Zelene, nonostante le comunicazioni con i comandi superiori fossero state interrotte per due giorni.
Nel luglio 2025 l'unità è stata ufficialmente riorganizzata come brigata meccanizzata pesante, facendo seguito alla 128ª Brigata, ed è stata assegnata all'11º Corpo d'armata.

## Struttura
- Comando di brigata[16]
- 225º Battaglione di difesa territoriale (distaccato nel 2023)
- 226º Battaglione di difesa territoriale (unità militare А7401)[17]
- 227º Battaglione di difesa territoriale (unità militare А7402)[18]
- 228º Battaglione di difesa territoriale (unità militare А7403)[19]
- 229º Battaglione di difesa territoriale (unità militare А7404)[20]
- 247º Battaglione di difesa territoriale (unità militare А4085)[21]
- 249º Battaglione di difesa territoriale (unità militare A4603)[22]
- Battaglione sistemi senza pilota "Kondor"
- Unità di supporto

## Comandanti
- Colonnello Roman Hryščenko (marzo 2022 - luglio 2023)[23]
- Tenente colonnello Dmytro Jarošenko (luglio 2023 - ottobre 2023)[24]
- Colonnello Jurij Krupko (ottobre 2023 - aprile 2025)[25]
- Maggiore Oleh Čerkašyn (aprile 2025 - in carica)[26]